# Staying Alive
Staying Alive (br: Os Embalos de Sábado Continuam / pt: A Febre Continua…) é um filme musical estadunidense de 1983 estrelado por John Travolta como dançarino Tony Manero, com Cynthia Rhodes, Finola Hughes, Joyce Hyser, Julie Bovasso e dançarinos Viktor Manoel e Kevyn Morrow. É uma sequência de Saturday Night Fever (1977). O filme foi dirigido por Sylvester Stallone, que também coproduziu e coescreveu o filme com o produtor e escritor original do Saturday Night Fever, Robert Stigwood e Norman Wexler, respectivamente. Juntamente com Homefront, este é um dos dois únicos filmes que Stallone escreveu sem ser a estrela (embora ele tenha uma participação especial, que aparece no começo, na cena da multidão). A coreografia foi feita por Dennon e Sayhber Rawles.
O título do filme vem da música dos Bee Gees de mesmo nome, que foi usada como música tema do Saturday Night Fever' e também é tocada durante a cena final de Staying Alive. O título também reflete as circunstâncias de Tony no começo do filme, nas quais ele mal sobrevive enquanto persegue seu sonho de fazer carreira na dança.
Ao contrário do Saturday Night Fever, Staying Alive não teve tanto sucesso e detém uma pontuação de 0% no Rotten Tomatoes. No entanto, foi um sucesso de bilheteria, faturando US$127 milhões com um orçamento de US$22 milhões. Também apresentou o grande sucesso de Frank Stallone "Far from Over", que alcançou o 10º lugar nas paradas da Billboard Hot 100 e da Cashbox.

## A História
Tony Manero (John Travolta) trabalha agora em uma academia de ginástica e anseia ser o dançarino principal de um grande show da Broadway. Em sua vida particular ele se vê dividido entre duas mulheres: Jackie (Cynthia Rhodes), uma professora de dança que trabalha no mesmo lugar de Tony, e Laura (Finola Hughes), a dançarina principal do show da Broadway. Enquanto Tony se apaixona por Laura ela só o vê como alguém atraente que serve para fazer sexo, o que gera uma rivalidade entre eles na vida profissional.
Neste filme, Tony Manero está seis anos mais velho e, tendo deixado o Brooklyn, onde morava, vive agora em Manhattan, ministrando aulas de dança, enquanto aguarda uma oportunidade para mostrar todo seu talento numa das produções da Broadway.

## Elenco
- John Travolta como Anthony "Tony" Manero
- Cynthia Rhodes como Jackie
- Finola Hughes como Laura
- Steve Inwood como Jesse
- Julie Bovasso como Flo Manero
- Charles Ward como Butler
- Norma Donaldson como Fatima
- Jesse Doran como Mark
- Joyce Hyser como Linda
- Frank Stallone como Frank
- Kurtwood Smith como coreógrafo
- Sylvester Stallone como homem na rua (sem créditos)

Alguns atores do primeiro filme também foram incluídos no elenco, mas suas performances foram cortadas: Donna Pescow apareceu na plateia na estreia de Tony na Broadway e Val Bisoglio apareceu como o pai de Tony em um pequeno papel. Sua cena foi apagada, e o filme implica vagamente que ele morreu.

## Produção

### Desenvolvimento e escrita

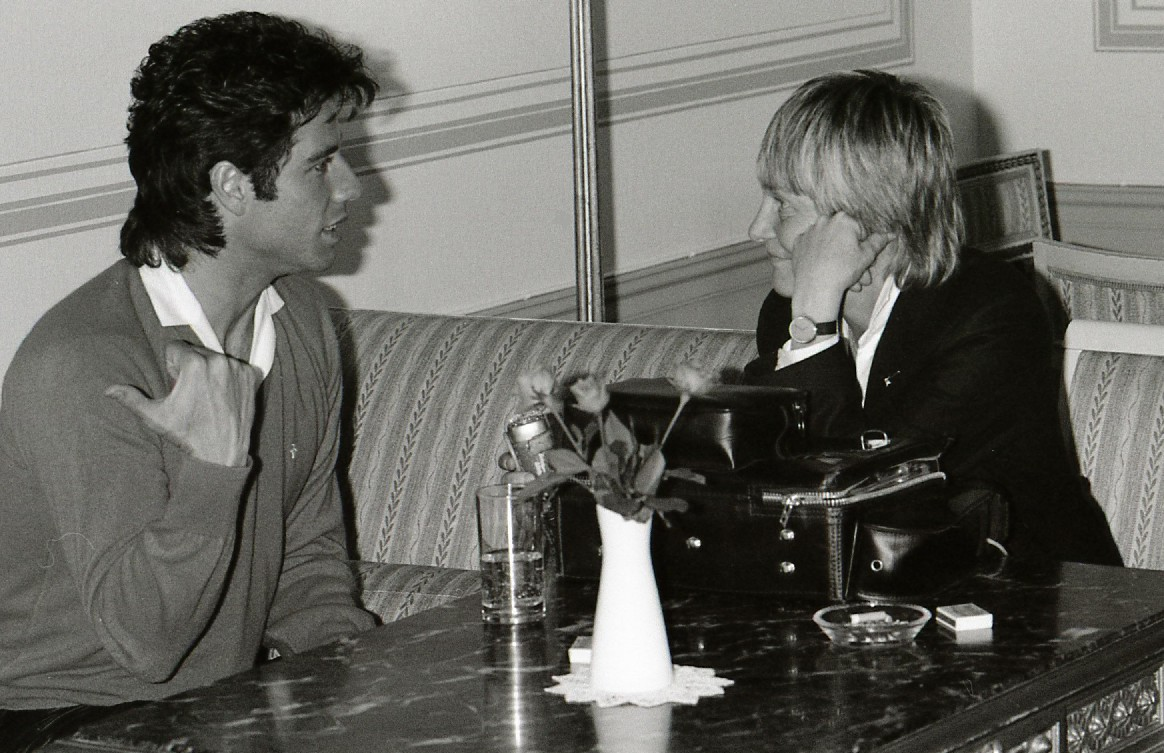
Kersti Adams-Ray entrevista John Travolta na Suécia sobre Staying Alive, setembro de 1983

O produtor e escritor do Saturday Night Fever, Robert Stigwood e Norman Wexler, começaram a planejar uma sequência logo após o lançamento do filme original, em 1977, devido ao sucesso do filme. Eles criaram o título Staying Alive, e Wexler escreveu um roteiro. Travolta estava aberto à ideia de uma sequência, mas não gostou do pessimismo do roteiro, pensando que seu personagem, Tony Manero, precisava ver mais sucesso como dançarino. Stigwood e executivos da Paramount Pictures passaram os próximos anos tentando convencer Travolta a filmar o roteiro como escrito, mas sem sucesso. O projeto ficou aguardando até ser abandonado, mas, em 1981, Stigwood se reuniu com Travolta para obter as opiniões de Travolta sobre como uma sequência deveria acontecer. Travolta afirmou que queria que Manero tentasse uma carreira de dança na Broadway e acabasse em um papel de liderança devido ao seu talento. Wexler escreveu outro roteiro baseado nas ideias de Travolta, nas quais Manero se torna dançarino da Broadway, mas permanece no coro de dançarinos. Travolta concordou em participar do filme, apesar de preferir um final mais parecido com o que ele imaginara: ele concordou que o final de Wexler era um resultado mais realista, mas achou que não seria suficientemente excitante para o público.
Chegou a hora de encontrar um diretor para Staying Alive, e Travolta, que acabara de ver o filme Rocky III (que Stallone escreveu, dirigiu e estrelou), disse a seu agente que queria um diretor que pudesse trazer a energia e o ritmo do filme. esse filme para ficar vivo. Para surpresa de Travolta, a Paramount, com a ajuda do então chefe de estúdio Michael Eisner, conseguiu atrair Stallone. Travolta contou a Stallone sobre sua ideia para um final mais feliz, e Stallone reescreveu o roteiro para corresponder mais à visão de Travolta. Stallone também tornou o personagem Manero mais maduro - já que o personagem era agora seis anos mais velho do que no filme original - e tornou a linguagem do filme mais doméstico do que o do primeiro filme, para garantir que ele recebesse uma classificação de PG.
Sob a supervisão de Stallone, Travolta passou cinco meses fazendo treinamento rigoroso para desenvolver o físico de um dançarino para o filme, perdendo seis quilos no processo.

## Música

### Trilha sonora
A trilha sonora foi lançada em 1983 e é executada principalmente pelos Bee Gees. Cinco novas músicas de Bee Gees (todas com vocais de Barry Gibb) ocuparam o primeiro lado, com o segundo lado apresentando vários artistas tocando músicas escritas principalmente por Frank Stallone, irmão do diretor do filme Sylvester Stallone. A trilha sonora alcançou o número 14 no Reino Unido, o número 6 nos Estados Unidos, o número 1 na Suíça e o número 2 na Itália e no Japão, e vendeu 5 milhões de cópias em todo o mundo. O LP foi a trilha sonora final e as músicas finais dos Bee Gees lançadas sob o selo RSO.

## Recepção

### Bilheteria
Apesar de ser um fracasso crítico, Staying Alive foi um sucesso comercial. O filme estreou com o maior final de semana de um filme musical de todos os tempos, com um total de $ 12.146.143 em 1,660 telas. No geral, o filme arrecadou quase US$65 milhões nas bilheterias dos EUA contra seu orçamento de US$22 milhões. No mundo todo, arrecadou US$127 milhões. Embora a bilheteria dos EUA tenha sido significativamente menor do que os US$139,5 milhões ganhos por Saturday Night Fever, o filme foi classificado entre os dez filmes de maior sucesso financeiro de 1983.

### Resposta da crítica
Staying Alive foi criticado por críticos de cinema. Roger Ebert criticou o filme, especialmente o número final, que ele zombou por incluir "fogo, gelo, fumaça, luzes piscantes e raios laser". Ebert acrescentou que o que mais faltava no filme era "o senso de realidade no Saturday Night Fever... Não há bairro antigo, nenhum confronto vulgar com sua família (ele pede desculpas à mãe por sua "atitude"!) e nenhuma excentricidade no Brooklyn". Em 2006, Entertainment Weekly apelidou Staying Alive a "Pior Sequência de Todas". Muitos críticos foram unânimes em concordar que o filme não continha a coragem e o realismo que Saturday Night Fever possuía. Baseado em 24 opiniões no Rotten Tomatoes, tem uma pontuação de 0%, com uma média ponderada de 2,68/10. O consenso do site diz: "Esta sequência de Saturday Night Fever é chocantemente embaraçosa e desnecessária, trocando a profundidade dramática do original por uma série de sequências de dança sem inspiração".

## Principais prêmios e nomeações
- Prêmios Globo de Ouro

Nomeado: Canção Original ("Far from Over")
- Framboesa de Ouro

Nomeado: Pior Ator (John Travolta)
Nomeado: Pior Nova Estrela (Finola Hughes)
Nomeado: Pior Atriz Coadjuvante (Finola Hughes)
- Grammy Award

Nomeado: Melhor álbum da trilha sonora original escrita para um filme ou especial de televisão